# رافائيل ألبرتي
رافائيل ألبرتي ميرييو (بالإسبانية: Rafael Alberti Merello)‏ شاعر إسباني ينتمي لجيل 27 ولد في بويرتو دي سانتا ماريا، قادش في 16 ديسمبر 1902. وفي عام 1925 حصل على جائزة الكتاب الوطنية عن بحار في اليابسة. كان الشعر بالنسبة له تعبيراً عن المشاعر الإنسانية التي تجمع السعادة والألم، والهناء والعذاب، والسخط والإعجاب. وتوفي ألبرتي في بويرتو دي سانتا ماريا في 28 أكتوبر 1999.

## نشأته
ولد رافائيل البرتي في عائلة من أصل إيطالي كانت تحترف صناعة النبيذ في قادش. كان يعيش طفولته بشكل حر حتى تم قبوله في الكلية اليسوعية سان لويس غونزاغا، حيث تلقى تربية صارمة وتقليدية.
بدأ جو الانضباط يتعارض مع روح الشاب المتحررة، مما ضعف أدائه الأكاديمي ومن تم طرده في 1916 بسبب سوء السلوك. لم يتجاوز السنة الرابعة من المدرسة الثانوية.
في 1917 انتقل إلى مدريد مع عائلته. قرر متابعة مهنته كرسام وبرهن بأعماله عن قدرة كبيرة على التقاط الجمالية الطليعية. استطاع عرض أعماله في أتينيو دي مدريد. في 1920 توفي والده، كتب أمام جثته الممددة أبياته الأولى.
سنة 1925 حصل على جائزة الكتاب الوطنية عن «بحار في اليابسة» أصبح شخصية بارزة في الشعر الغنائي الأسباني.

## مسيرته الفنية
كان الشعر بالنسبة له تعبيراً عن المشاعر الإنسانية التي تجمع السعادة والألم، والهناء والعذاب، والسخط والإعجاب. تأثر ألبرتي بالشعراء الغنائيين في القرن الخامس عشر، وحذا حذو لوبي دي بيغا وغونغرا في اختيارهما للشعر الشعبي، كما أغنى شعره من كتابات معاصرية أمثال مانويل ماتشادو، وخوان رامون خيمينث وأنطونيو ماتشادو وغارثيا لوركا وآخرون.
وكان ألبرتي يهدف إلى رفع الأدب الإسباني إلى مصاف الآداب العالمية، متطلعاً إلى الشعراء الفرنسيين أمثال بروتون وأراغون وإلى الشعراء الروس أمثال ماياكوفسكي. جمع ألبرتي بين هوايتي الرسم والشعر، فجاءت لوحاته شعرية وقصائده تصويرية، واتسمت كتاباته بالأصالة والعفوية والصدق.
عالج الشاعر موضوع ثورة الإنسان على القوى العمياء التي تفرضها القيم السياسية والاجتماعية والأخلاقية والدينية معرقلة تكامل شخصيته، وخَلُص إلى أن البشرية تعيش مأزقاً، وأن الماركسية هي المخرج، حسب رأيه. من مؤلفاته «عن الملائكة» 1929 وآلا بينتورا سنة 1948 ومن مسرحياته الإنسان غير المسكون سنة 1930 والتحدي سنة 1944 وليلة حرب في متحف براد سنة 1954.

## مسيرته السياسية
في 1936 اندلعت الحرب الأهلية. خلال هذه الفترة كان البرتي عضوا في تحالف المثقفين لمناهضة الفاشية. بالنسبة له، أصبح الشعر السلاح اللازم لهز الضمائر ووسيلة لتغيير العالم. اشترك البرتي مع الجمهوريين في الحرب الاهلية الأسبانية، وهرب إلى فرنسا بعد الحرب، ساعده صديقه التشيلي الشاعر بابلو نيرودا على الذهاب إلى الولايات المتحدة الأمريكية فالأرجنتين حيث استقرّ.
بعد وفاة الجنرال فرانثيسكو فرانكو عام 1975، وإصدار الملك خوان كارلوس عفوا عاما عن السياسيين عام 1977، فعاد البرتي إلى بلده، ثم انزوى في بلدته بويرتو دي سانتا ماريا الساحلية حيث توفي فيها عام 1999.

## وصلات خارجية
- رافائيل ألبرتي على موقع IMDb (الإنجليزية)
- رافائيل ألبرتي على موقع الموسوعة البريطانية (الإنجليزية)
- رافائيل ألبرتي على موقع مونزينجر (الألمانية)
- رافائيل ألبرتي على موقع ألو سيني (الفرنسية)
- رافائيل ألبرتي على موقع ميوزك برينز (الإنجليزية)
- رافائيل ألبرتي على موقع ديسكوغز (الإنجليزية)
- رافائيل ألبرتي على موقع قاعدة بيانات الفيلم (الإنجليزية)
- رافائيل ألبرتي على موقع كينوبويسك (الروسية)
- مؤسسة رافائيل ألبرتي
- عن الملائكة- رافائيل ألبرتي